# Ascetocythere pseudolita
Ascetocythere pseudolita är en kräftdjursart som beskrevs av Hobbs och Walton 1975. Ascetocythere pseudolita ingår i släktet Ascetocythere och familjen Entocytheridae. Inga underarter finns listade i Catalogue of Life.